# Alec Mapa
Alec Mapa, pseudonimo di Alejandro Mapa (San Francisco, 10 luglio 1965), è un attore, comico e sceneggiatore statunitense.

## Vita privata
Alec Mapa è dichiaratamente omosessuale e nel 2008 ha sposato Jamison Hebert, dopo sei anni di fidanzamento. La coppia ha adottato un bambino nel 2010.

## Filmografia

### Cinema
- Le mille luci di New York (Bright Lights, Big City), regia di James Bridges (1988)
- Il colore del fuoco (The Substance of Fire), regia di Daniel J. Sullivan (1997)
- Scherzi del cuore (Playing by Heart), regia di Willard Carroll (1998)
- American Party - Due gambe da sballo (Who's Your Daddy?), regia di Andy Fickman (2003)
- Io & Marley (Marley & Me), regia di David Frankel (2008)
- Tru Loved, regia di Stewart Wade (2008)
- Zohan - Tutte le donne vengono al pettine (You Don't Mess with the Zohan), regia di Dennis Dugan (2008)
- Going Down in LA-LA Land, regia di Casper Andreas (2011)
- La favolosa avventura di Sharpay (Sharpay's Fabulous Adventure), regia di Michael Lembeck (2011)
- Beethoven - Alla ricerca del tesoro (Beethoven's Treasure Tail), regia di Ron Oliver (2014)
- Chick Fight, regia di Paul Leyden (2020)
- Queen Bees, regia di Michael Lembeck (2021)

### Televisione
- ABC Afterschool Specials – serie TV, episodio 15x05 (1987)
- I Robinson (The Cosby Show) – serie TV, episodio 6x23 (1990)
- Melrose Place – serie TV, episodio 1x16 (1992)
- Key West – serie TV, episodio 1x02 (1993)
- Le avventure del giovane Indiana Jones (The Young Indiana Jones Chronicles) – serie TV, episodio 2x18 (1993)
- Cuore batticuore - Crimini del cuore (Hart to Hart: Crimes of the Hart), regia di Peter Roger Hunt – film TV (1994)
- Pappa e ciccia (Roseanne) – serie TV, episodio 7x06 (1994)
- Mr. Cooper (Hangin' with Mr. Cooper) – serie TV, episodio 4x05 (1995)
- Law & Order - I due volti della giustizia (Law & Order) – serie TV, episodio 6x02 (1995)
- Seinfeld – serie TV, episodio 7x08 (1995)
- NYPD - New York Police Department (NYPD Blue) – serie TV, episodi 4x08 e 4x11 (1996-1997)
- Nick Freno (Nick Freno: Licensed Teacher) – serie TV, episodio 1x16 (1997)
- Spy Game – serie TV, episodio 1x02 (1997)
- Friends – serie TV, episodio 5x08 (1998)
- Dharma & Greg – serie TV, episodio 3x02 (1999)
- Baby Bob – serie TV, episodio 1x05 (2002)
- Half & Half – serie TV, 58 episodi (2002-2005)
- Alias – serie TV, episodio 3x06 (2003)
- Desperate Housewives – serie TV, 5 episodi (2005-2007)
- Ugly Betty – serie TV, 30 episodi (2007-2010)
- Numb3rs – serie TV, episodio 6x10 (2009)
- Jonas L.A. – serie TV, episodio 2x07 (2010)
- Le regole dell'amore (Rules of Engagement) – serie TV, episodio 5x23 (2011)
- Switched at Birth - Al posto tuo (Switched at Birth) – serie TV, 8 episodi (2014-2015)
- Major Crimes – serie TV, episodio 4x15 (2015)
- Dog with a Blog – serie TV, episodio 3x09 (2015)
- Jane the Virgin – serie TV, episodio 2x06 (2015)
- Devious Maids - Panni sporchi a Beverly Hills (Devious Maids) – serie TV, 4 episodi (2015)
- I Thunderman (The Thundermans) – serie TV, episodio 2x24 (2015)
- Mom – serie TV, episodio 3x10 (2016)
- Black-ish – serie TV, episodio 3x09 (2016)
- Baby Daddy – serie TV, episodio 5x04 (2016)
- 2 Broke Girls – serie TV, episodio 5x13 (2016)
- Scream Queens – serie TV, episodio 2x03 (2016)
- Henry Danger – serie TV, 4 episodi (2016-2020)
- A casa di Raven (Raven's Home) – serie TV, episodio 2x01 (2018)
- Doom Patrol – serie TV, 3 episodi (2019)
- NCIS: Hawai'i – serie TV, episodio 1x14 (2022)
- I cattivi di Valley View (The Villains of Valley View) – serie TV, 6 episodi (2022-2023)
- Frasier – serie TV, episodio 2x10 (2024)

### Doppiatore
- Rick & Steve: The Happiest Gay Couple in All the World – serie animata (2009)

## Doppiatori italiani
Nelle versioni in italiano delle opere in cui ha recitato, Alec Mapa è stato doppiato da:
- Francesco Meoni ne La fantastica avventura di Sharpay, NCIS: Hawai'i
- Enrico Pallini in Desperate Housewives (st. 3)
- Stefano Onofri in Major Crimes
- Gabriele Lopez in Doom Patrol
- Toni Mazzara in Queen Bees
- Nanni Baldini ne I cattivi di Vallity View